# 色米姆
锡尔米乌姆是羅馬帝國潘诺尼亚行省的一座城市，位于薩瓦河河畔，今天塞尔维亚北部斯雷姆斯卡米特罗维察市境内。色米姆首次在4世纪被提到，原来的居民是伊利里亚人和凯尔特人。公元前1世纪罗马人占领锡尔米乌姆，后来它成为罗马行省下潘诺尼亚的省会。公元294年锡尔米乌姆被提升为罗马帝国的4个首都之一。它也是伊利里亚大区和第二潘诺尼亚行省的首府。今天锡尔米乌姆的遗址是塞尔维亚极其重要的考古场地，受到保护。今天的斯雷姆地区的名字来自锡尔米乌姆。
据报道锡尔米乌姆的居民数曾经达到10万人，是当时最大的城市之一。科林·麦克维迪对古代城市居民的推算一般远远低于学者的共识，他根据考古发掘面积推算锡尔米乌姆的居民数仅仅为7000人。从公元1年到公元400年之间向锡尔米乌姆提供的粮食总量可以养活70万到100万人。

## 历史

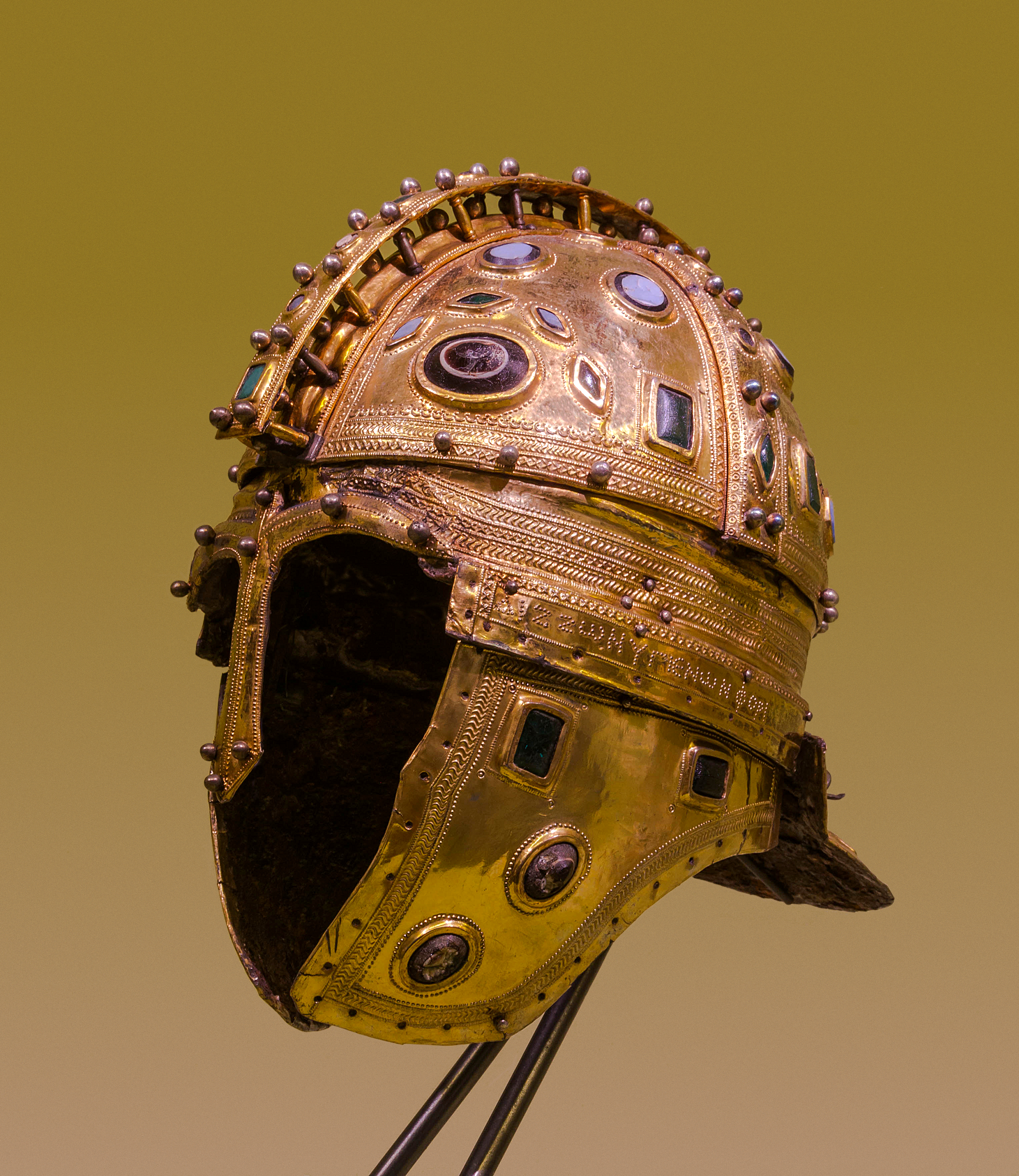
在锡尔米乌姆附近发现的金罗马头盔，在诺维萨德的博物馆展出

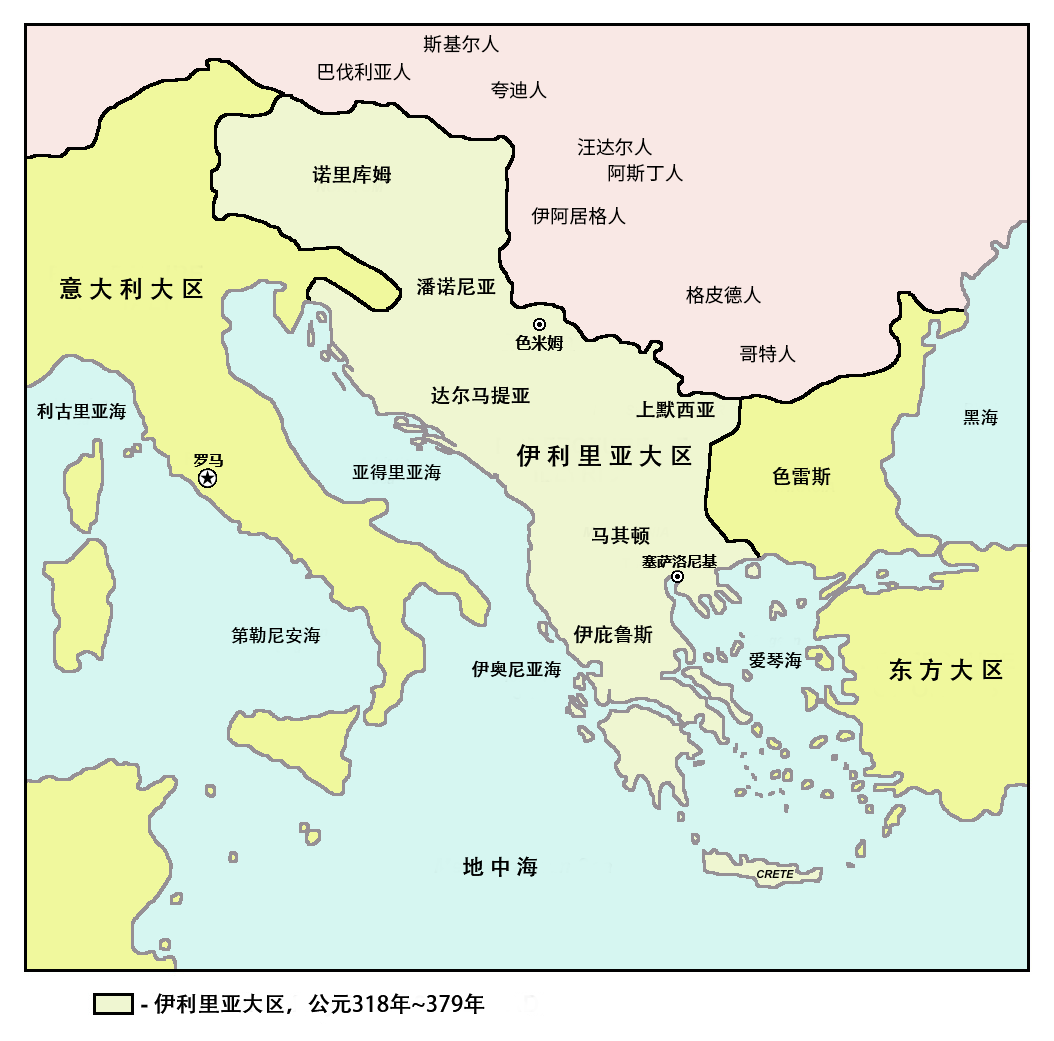
318年到379年间伊利里亚大区的地图，锡尔米乌姆是其首府

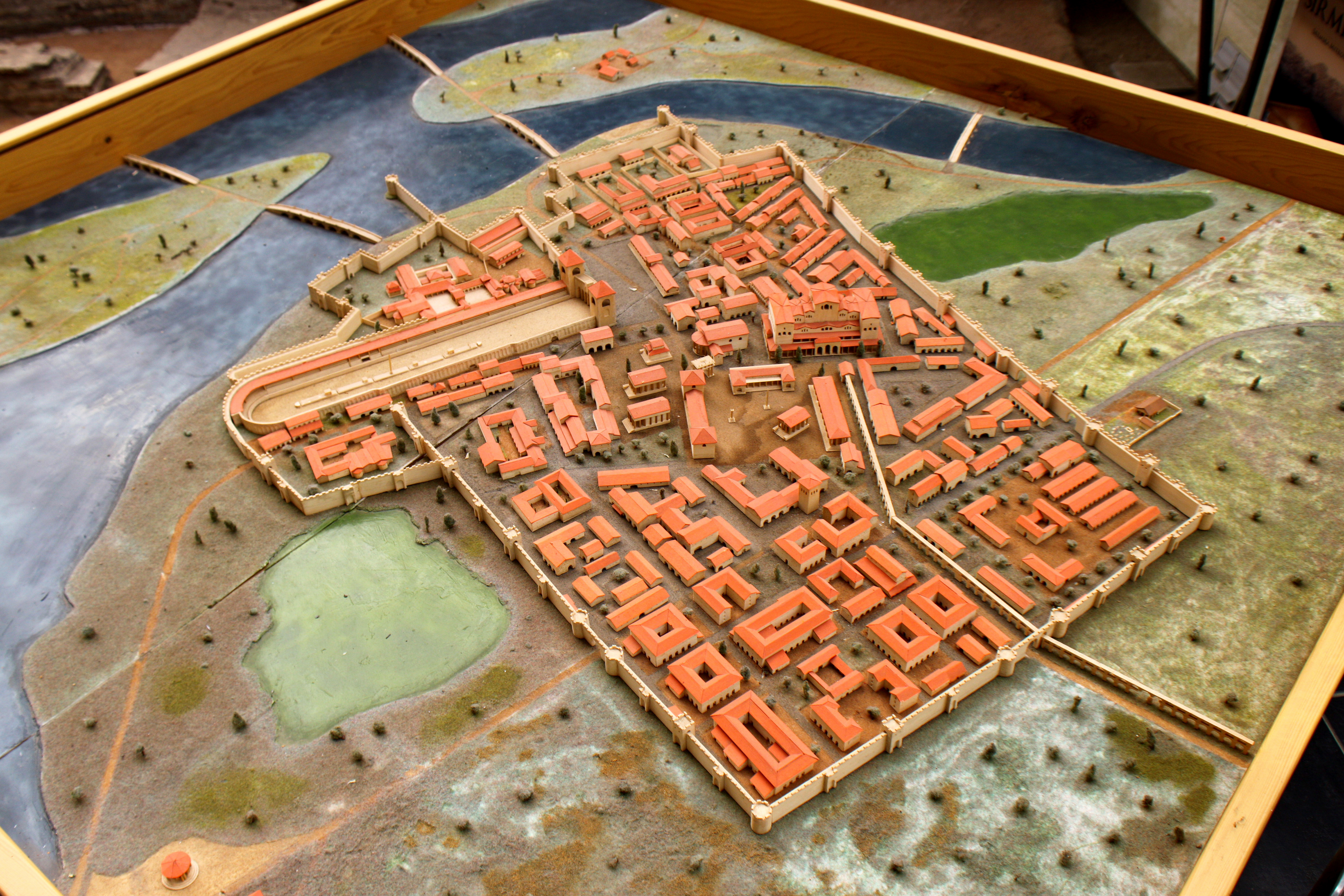
锡尔米乌姆的模型，斯雷姆斯卡米特罗维察游客中心

锡尔米乌姆遗址位于今天斯雷姆斯卡米特罗维察境内，位于贝尔格莱德（罗马名称为辛吉杜努姆）以西55千米处，离费米拉孔145千米。考古发现在色米姆最早的人类有组织的生活迹象可以回追到前5000年。前4世纪锡尔米乌姆首次被提到。一开始当地的居民是伊利里亚人和凯尔特人（潘诺尼亚伊利里亚阿曼蒂尼部落和凯尔特斯克迪斯科部落）。后来有人认为特里巴立人国王西尔穆斯是锡尔米乌姆的名祖和奠基人。但是实际上这两个名字的来源不同，后来拉丁化的时候他们的名字被写得类似。色米姆得名字意为“流，流水，湿地”，指得是它离薩瓦河非常近。
约公元前14年左右罗马资深执政官马库斯·维尼修斯在凯尔特斯克迪斯科部落盟军的帮助下占领锡尔米乌姆。公元1世纪里锡尔米乌姆获得罗马殖民地的地位，成为潘诺尼亚行省的一个重要军事和战略中心。罗马皇帝圖拉真、馬爾庫斯·奧列里烏斯和克劳狄二世曾经从锡尔米乌姆准备他们的军事行动。
公元103年潘诺尼亚被分成上潘诺尼亚和下潘诺尼亚两个行省，锡尔米乌姆成为下潘诺尼亚的省会。
公元296年戴克里先重新组织潘诺尼亚，把它分成4个行省：第一潘诺尼亚、华伦里亚、萨维亚和第二潘诺尼亚，锡尔米乌姆成为第二潘诺尼亚的省会。戴克里先还把潘诺尼亚的四个行省与诺里库姆和達爾馬提亞一起组成潘诺尼亚管区，锡尔米乌姆同时是这个管区的首府。
公元293年四帝共治制设立，罗马帝国被分成4个部分。锡尔米乌姆成为其4个首都之一（其它三个分别是特里尔、梅蒂奧拉努和尼科米底亞）。伽列里乌斯成为当地的皇帝。公元318年近卫大区设立，锡尔米乌姆成为伊利里亚大区的首府至公元379年。当年伊利里亚大区的最西部潘诺尼亚（包括色米姆）被从伊利里亚大区分割出来被并入義大利省，并被命名为伊利里亚管区。原伊利里亚大区的东部成为东罗马帝国的一个省份，其新省会是塞萨洛尼基。
市内有一皇宫、赛马场、造币厂、竞技场、剧院以及众多工坊、公共浴场、庙宇、广场和豪宅。古代历史学家阿米阿努斯·馬爾切利努斯称锡尔米乌姆为“宏伟的城市之母”。锡尔米乌姆的造币厂通过银路与薩羅納的造币厂和狄那里克阿尔卑斯山脉里的银矿相连。
4世纪末锡尔米乌姆被哥特人占领，后来又被东罗马帝国收回。公元441年哥特人占领锡尔米乌姆，此后1个多世纪里它被不同部落占据，其中包括東哥德人和格皮德人。公元504年狄奧多里克大帝手下的一名东哥德人伯爵占领锡尔米乌姆。在一段短时间里锡尔米乌姆成为格皮德王国德中心，国王坎尼蒙德曾经在这里铸造金币。公元567年后东罗马帝国收回锡尔米乌姆。公元582年阿瓦尔人占领和摧毁锡尔米乌姆。

## 罗马皇帝

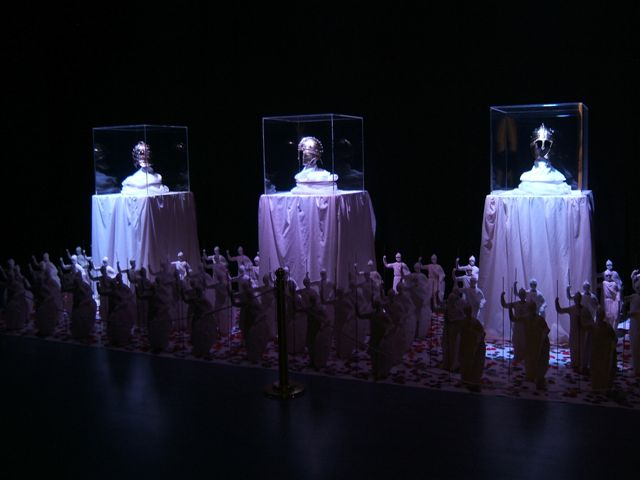
80名罗马兵团士兵“守卫”3顶在色米姆附近被发现的金头盔，诺维萨德博物馆

10名罗马皇帝在锡尔米乌姆及其周边地区出生：赫伦尼乌斯、霍斯蒂利安、德西乌斯、克劳狄二世、昆提卢斯、奥勒良、马库斯·奥里利乌斯·普罗布斯、馬克西米安、君士坦提烏斯二世和格拉提安。
统一罗马帝国的最后一任皇帝狄奧多西一世是在锡尔米乌姆成为皇帝的。两名篡位者在锡尔米乌姆自称为皇帝。许多其他罗马皇帝曾经在锡尔米乌姆待过一段时间，包括馬爾庫斯·奧列里烏斯。奧列里烏斯的著作《沉思录》可能部分就是在锡尔米乌姆写成的。他很有可能于公元180年3约在锡尔米乌姆患天花病死。

## 基督教主教
从3世纪开始锡尔米乌姆有一基督教社群。到3世纪末市内有一名主教，他很可能同时也是整个潘诺尼亚的都主教。第一名知名的主要是爱任纽，他于公元304年戴克里先迫害期间殉教。4世纪的主教顺序流传下来，但是5世纪和6世纪的情况不明。公元448年有一名不知名的主教被提到。最后一名主教是在公元594年教宗的一封信里被提到的。此后锡尔米乌姆本身很少有被提及，主教座位估计也没有再被占有。
从公元335年第一次泰尔教会会议开始锡尔米乌姆成为一个阿里烏教派的据点，受到许多争议。在347年到358年间在锡尔米乌姆召开了4次教会会议。公元375年或378年还召开了第5次会议。所有这些会议的内容都是关于对阿里烏教派的争议。

## 考古发现

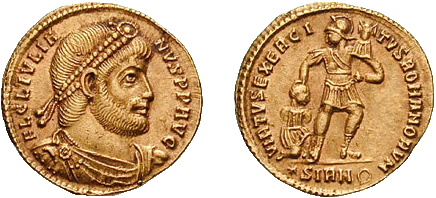
在锡尔米乌姆铸造的尤利安索利都斯，约公元361年

在锡尔米乌姆附近发掘出一座宫殿。宫殿使用的建筑材料来自整个地中海沿岸，非常奢侈，比如来自埃及和伯罗奔尼撒的红色和绿色岩石、来自突尼斯希腊和意大利的大理石。有人认为这是馬克西米安建造的皇宫，据维克多的记载馬克西米安在他父母曾经劳作过的农庄原址建造了一座皇宫。
1972年在建造斯雷姆斯卡米特罗维察新贸易中心时一名工人偶然在2米深处一座老锡尔米乌姆建筑遗迹里发现了一只古罗马坛子。在建筑的墙里发现了一个皮革钱包，里面有33枚罗马金币。估计这是一个罗马有钱家庭藏的。金币中有4枚是君士坦提烏斯二世时代的，被看作是4世纪罗马帝国晚期最罕见的金币。
锡尔米乌姆有一罗马赛车场。一座约450米长，150米宽的竞技场遗址就位于今天斯雷姆斯卡米特罗维察市中心下，旁边就是锡尔米乌姆的皇宫（它是锡尔米乌姆少数可以参观的考古地址）。这座竞技场的存在甚至影响到今天斯雷姆斯卡米特罗维察市的布局（今天锡尔米乌姆的遗迹埋在地下约2-4米深处）。近年来发表的保护和推广锡尔米乌姆的文化和考古计划没有涉及任何关于竞技场的计划，估计原因是它的面积太大了，假如要把它挖掘出来的话整个今天的市中心都要被挖掘。

## 文献来源
- Curta, Florin. . Старинар. 2001, 51: 45–70  [2021-11-03]. （原始内容存档于2021-11-03）.
- Curta, Florin. . Cambridge: Cambridge University Press. 2001  [2021-11-03]. ISBN 9781139428880. （原始内容存档于2017-10-19）.
- Curta, Florin. . Cambridge: Cambridge University Press. 2006.
- Daim, Falko. . . Napoli: Guida. 2019: 221–241  [2021-11-03]. （原始内容存档于2021-11-03）.
- Given, John. . Merchantville, New Jersey: Evolution Publishing. 2014  [2021-11-03]. ISBN 9781935228141. （原始内容存档于2017-03-27）.
- Gračanin, Hrvoje. . Byzantinoslavica. 2006, 64: 29–76  [2021-11-03]. （原始内容存档于2022-04-22）.
- Janković, Đorđe. . Гласник Српског археолошког друштва. 2004, 20: 39–61  [2021-11-03]. （原始内容存档于2013-01-23）.
- Kazhdan, Alexander. .  3. New York: Oxford University Press: 1906. 1991  [2021-11-03]. ISBN 978-0-19-504652-6. （原始内容存档于2022-04-05）.
- Kuzmanović, Zorica; Mihajlović, Vladimir D. . Identities: Global Studies in Culture and Power. 2015, 22 (4): 416–432  [2021-11-03]. （原始内容存档于2021-07-09）.
- Милошевић, Петар. . Нови Сад: Матица српска. 2001  [2021-11-03]. （原始内容存档于2022-05-31）.
- Mirković, Miroslava B. . Novi Sad: Center for Historical Research. 2017  [2021-11-03]. （原始内容存档于2021-02-28）.
- Mócsy, András. . New York: Routledge. 2014 [1974]  [2021-11-03]. ISBN 9781317754251. （原始内容存档于2019-12-24）.
- Papazoglu, Fanula. . Amsterdam: Hakkert. 1978  [2021-11-03]. ISBN 9789025607937. （原始内容存档于2021-04-11）.
- Popović, Radomir V. . Thessaloniki: Institute for Balkan Studies. 1996  [2021-11-03]. ISBN 9789607387103. （原始内容存档于2022-05-11）.
- Várady, László. . Amsterdam: Verlag Adolf M. Hakkert. 1969.
- Whitby, Michael. . Oxford: Clarendon Press. 1988. ISBN 978-0-19-822945-2.
- Wozniak, Frank E. . Historia: Zeitschrift für Alte Geschichte. 1981, 30 (3): 351–382  [2021-11-03]. （原始内容存档于2019-06-08）.
- Zeiller, Jacques. . Paris: E. De Boccard. 1918  [2021-11-03]. （原始内容存档于2022-04-16）.